# 資本集團

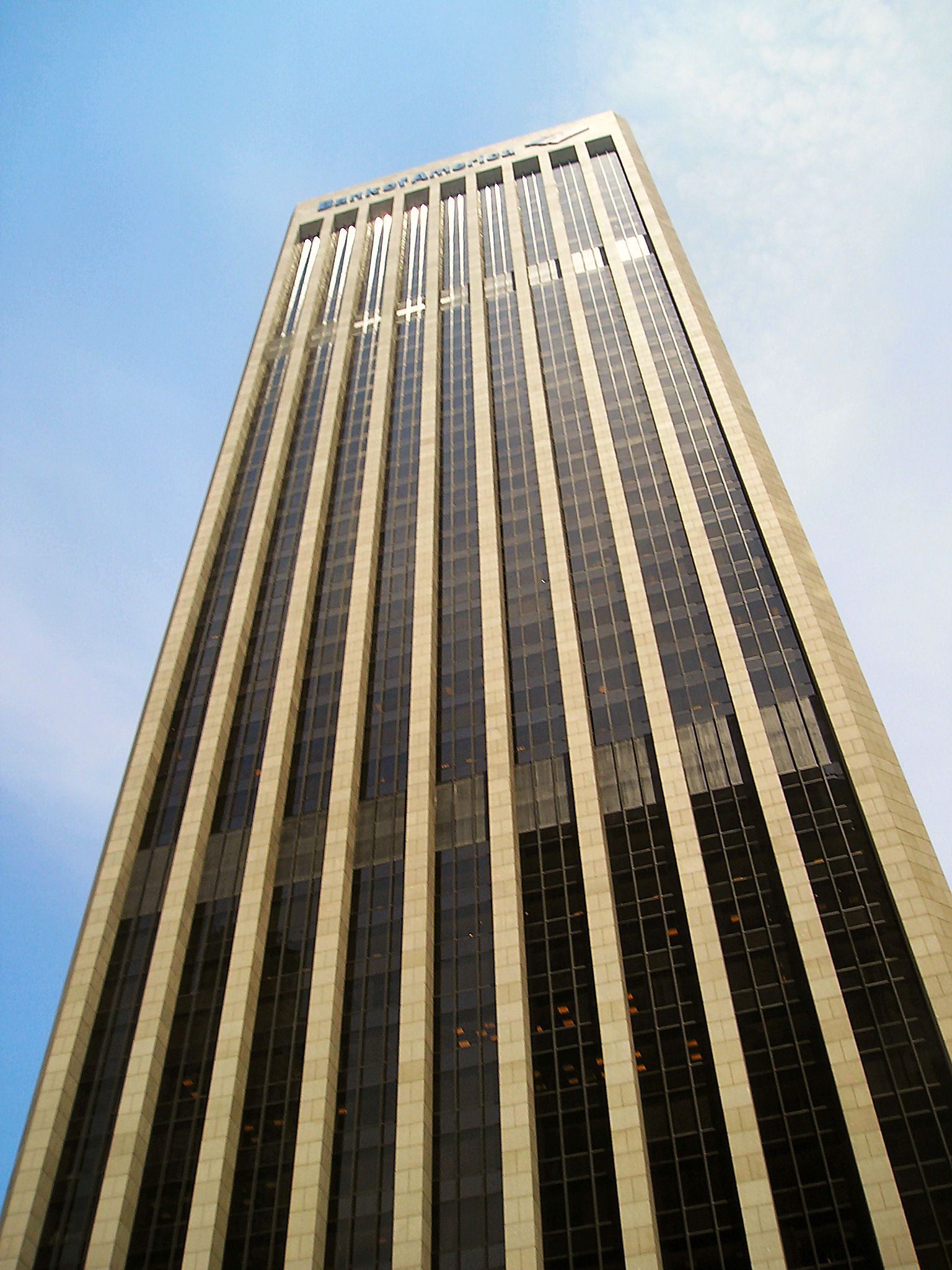
總部位於美國銀行廣場內

資本集團（Capital Group）是美國的一家金融服務企業。資本集團是世界歷史最古老且規模最大的投資管理公司之一，管理超過2.6兆美元的金融資產。資本集團在1931年成立於加利福尼亞州洛杉磯，其事務所遍布美洲、亞洲、澳洲、歐洲。2019年時，資本集團持有艾司摩爾15.28%的股份。

## 外部連結
- 官方网站